# A Roupa Nova do Rei

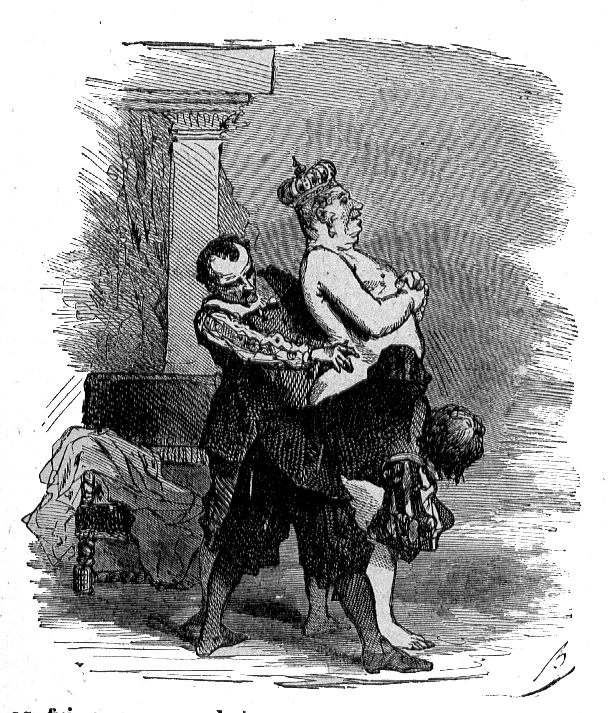
Ilustração de Bertall para o conto A Roupa Nova do Rei

A roupa nova do rei (em dinamarquês Kejserens nye Klæder; muitas outras traduções:  A roupa nova do imperador, O fato novo do imperador, O fato novo do rei, As roupas novas do imperador, etc.) é um conto de fadas de autoria do dinamarquês Hans Christian Andersen, e foi inicialmente publicado em 1837.

## Inspiração
O conto de Andersen foi inspirado numa história encontrada no Libro de los ejemplos (ou El conde Lucanor, 1335), uma coleção medieval espanhola de 55 contos morais de várias fontes como Esopo e outros autores clássicos e contos persas, compilados por Juan Manuel, Príncipe de Villena (1282–1348). Andersen não conhecia o original em castelhano, mas leu a versão do conto em língua alemã intitulada "So ist der Lauf der Welt". No conto original, um rei recebe cavilosamente de tecelões um traje que seria invisível a todos menos àqueles que são filhos legítimos de seus pais presumidos. Já Andersen altera sua fonte para direcionar o foco da história para a vaidade cortesã e soberba intelectual.

## História
Dois vigaristas chegam à capital de um imperador que esbanja muito em roupas às custas de assuntos de Estado. Fazendo-se passar por tecelões, oferecem-lhe roupas magníficas, visíveis apenas para os inteligentes. O imperador os contrata, e eles montam teares e vão trabalhar. Vários funcionários, e depois o próprio imperador, os visitam para verificar seu progresso. Cada um vê que os teares estão vazios, mas finge o contrário para evitar ser considerado estúpido. Finalmente, os tecelões relatam que o traje do imperador está pronto. Eles fazem mímica para vesti-lo e ele sai em procissão diante de toda a cidade. Os habitantes da cidade desconfortavelmente concordam com a pretensão, não querendo parecer ineptos ou estúpidos, até que uma criança deixa escapar que o imperador não está vestindo nada. As pessoas então percebem que todos foram enganados. Embora assustado, o imperador continua a procissão, caminhando mais orgulhoso do que nunca.